# Dégauchisseuse
 (décembre 2019).
Si vous disposez d'ouvrages ou d'articles de référence ou si vous connaissez des sites web de qualité traitant du thème abordé ici, merci de compléter l'article en donnant les références utiles à sa vérifiabilité et en les liant à la section « Notes et références ».
La dégauchisseuse est une machine-outil de travail du bois (charpente, menuiserie...) qui permet de dégauchir des pièces de bois brutes, c'est-à-dire les rendre droites et planes en dressant leurs faces qui forment un angle de 90° à 135°.

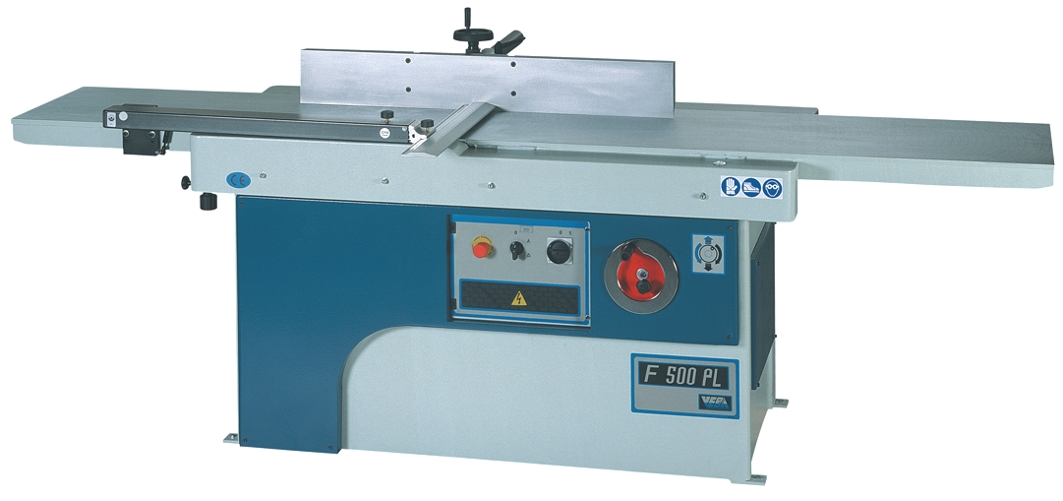
Dégauchisseuse pour travail du bois.

Plus précisément, la dégauchisseuse permet de « dresser » la première face d'une planche brute de scierie, le parement. Cette face rendue plane devient la face de référence pour usiner les suivantes. Toujours avec la dégauchisseuse, une deuxième face perpendiculaire (ou non) à la face de référence peut être usinée : le chant (les dégauchisseuses permettent de dresser le chant avec un angle différent de 90°, en inclinant le guide de la machine). Ces deux faces de références établies, le corroyage complet de la planche peut être achevé à l'aide d'une autre machine-outil, complémentaire de la dégauchisseuse, la raboteuse. Celle-ci permet de calibrer la pièce en épaisseur et en largeur, en utilisant les deux faces de références (parement et chant) préalablement dressées avec la dégauchisseuse.
Le terme « dégauchisseuse » rappelle la fonction première de la machine : dégauchir, c'est-à-dire rendre plat, une surface initialement affectée de toutes sortes de déformations (tuilage, voilage, vrillage, cintrage…). Le terme anglais jointer fait référence à un usage particulier de la dégauchisseuse : la production de panneaux. Avant l'apparition des panneaux composés type contreplaqué, latté, panneaux de particules… la seule possibilité pour avoir des panneaux larges consistait à assembler des planches chant à chant. Ces planches étaient équarries à la dégauchisseuse. Une autre dénomination anglaise est celle de planer, plus proche du sens francophone.

## Conception

Dégauchisseuse : principe de fonctionnement.

Cet outil se compose traditionnellement :
- d'un bâti ;
- d'une table d'entrée parfaitement plane, réglable en hauteur pour choisir la profondeur de passe (épaisseur de bois retiré) ;
- d'une table de sortie parfaitement plane, fixe ;
- d'un guide parallèle à l'axe de la table et réglable en inclinaison ; ce guide est généralement réglé perpendiculairement à la table ;
- d'un arbre porte fer, situé entre les deux tables, sur lequel sont fixés deux, trois ou quatre fers (les lames retirant le bois lors de la passe).

La pièce de bois est déplacée par le menuisier de manière manuelle sur la table d'entrée, dans le sens de la longueur. La pièce passe progressivement de la table d'entrée à la table de sortie, poussée par le menuisier et plaquée à la fois contre les tables et le guide parallèle. Le différentiel de hauteur entre les tables correspond à la hauteur (ou « profondeur ») de passe, c'est-à-dire à la hauteur maximale de bois retirée par les fers. En général, les fers et la table de sorties, tous deux fixes, sont ajustés lors de la maintenance de la machine de façon à être de niveau. Bien en appui sur les surfaces parfaitement planes des tables d'entrée et sortie, une planche même affectée de déformations importantes ressort aplanie du processus. Les planches particulièrement déformées peuvent nécessiter plusieurs passes pour aboutir à un résultat acceptable.
De par sa géométrie, une dégauchisseuse ne permet que de dresser deux faces : un parement et un chant. Pour calibrer la planche, c'est-à-dire créer deux surfaces parallèles au parement et au chant, il faut utiliser une raboteuse. Le fait de simplement retourner une planche dont on a dressé le parement et de la passer sur la dégauchisseuse permettra de dresser un second « parement » (une surface plane), mais rien ne permet de contrôler que les deux surfaces obtenues sont parallèles entre elles (même concept pour les chants). De ce fait, il est quasiment systématique de procéder au corroyage d'une planche brute en deux temps : dressage sur dégauchisseuse, puis calibrage sur raboteuse.

## Éléments historiques
Au début du XXe siècle, les menuisiers utilisaient encore la varlope pour dégauchir, mais l'industrialisation et les progrès de la métallurgie ont poussé la plupart des menuisiers à remplacer la varlope par la dégauchisseuse, beaucoup plus puissante et productive.
La dégauchisseuse fait partie des outils classiques des ateliers, au même titre que la raboteuse, la toupie et la scie circulaire. Ces outils peuvent être regroupés en une « machine combinée. » En Europe plus particulièrement, on retrouve également des machines qui combinent les deux fonctions principales d'équerrage (corroyage) : des « raboteuses-dégauchisseuses. »

## Sécurité des machines et prévention des risques professionnels
Une dégauchisseuse est une machine qui peut, si aucune mesure de prévention n'est prise, présenter des risques pour les opérateurs et tierces personnes amenés à les côtoyer.
Dans l'Union Européenne, d'un point de vue réglementaire, la conception et l’utilisation d'une dégauchisseuse doivent être conformes, entre autres :
- à la directive "Machines" 2006/42/CE pour la conception
- à la directive 2009/104/CE qui s’adresse aux utilisateurs de machines

### Conception des dégauchisseuses destinées au marché européen
Conformément aux dispositions de la Directive européenne "Machines" 2006/42/CE, les fabricants doivent réduire les risques dès la conception et respecter les Exigences Essentielles de Santé et de Sécurité listées dans son Annexe I.
Pour les aider dans leur démarche, les fabricants pourront s'appuyer sur la norme NF EN ISO 12100:2010 "Sécurité des machines — Principes généraux de conception — Appréciation du risque et réduction du risque" qui décrit les principes généraux de conception des machines, ainsi que sur les brochures INRS relatives à la prévention des risques mécaniques.

### Utilisation des dégauchisseuses sur le territoire européen
Afin de préserver la santé et la sécurité des travailleurs, l’employeur doit s’assurer que les machines sont sûres et conformes et que leur utilisation n’expose pas les salariés à des risques, et ceci dans toutes leurs phases de vie.
A cet effet, il doit réaliser l’évaluation des risques liés à la machine dont les résultats seront transcrits dans le Document unique d’évaluation des risques.
De plus, l’employeur a l’obligation de maintenir la machine en état de conformité (R.4322-1 du Code du travail).